# Kent Petersen
Kent Petersen (født 10. april 1967) var formand for Finansforbundet og næstformand for FTF – begge dele siden 2009 og indtil september 2023. Medlem af Danmarks Vækstråd.
Kent Petersen er student fra Næstved Gymnasium og uddannet i Privatbanken. Tillidsmand i Unibank siden 1992 og fra 1998 næstformand i Personaleforeningen i Unibank. 
Fra 1998 – 2003 medlem af UniDanmarks og Unibanks bestyrelse og fra 2003 – 2004 formand for Kreds Nordea og koncernbestyrelsesmedlem i Nordea.
Næstformand i Finansforbundet 2004-2009. Tidligere formand for FTA-A og bestyrelsesmedlem i Lønmodtagernes Dyrtidsfond. 
Nuværende medlem af TryghedsGruppens repræsentantskab og bestyrelsesformand i Næstved Autocenter.